# Aït Abbas
Ait Abbas (franska: Ait Abbas (CR), Ait Abbas (Commune Rurale), arabiska: لمعاشات) är en kommun i Marocko.   Den ligger i provinsen Azilal och regionen Béni Mellal-Khénifra, i den nordöstra delen av landet, 250 km söder om huvudstaden Rabat. Antalet invånare är 10 391.